# Girl (álbum de Pharrell Williams)
Girl —en español: Chica— es el segundo álbum de estudio del cantante y compositor estadounidense Pharrell Williams, y fue lanzado mundialmente el 3 de marzo de 2014 bajo el sello discográfico Interscope Records.

## Antecedentes
Williams prestó su voz para el dúo francés Daft Punk para el álbum Random Access Memories. Después de su regreso de las sesiones de grabación de París, asistió a una reunión con los directores de sello discográfico, que dijo que los resultados eran "espectacular" y que "Get Lucky" era la canción del 2013.
Williams recibió una oferta para grabar su propio álbum, lo cual aceptó inmediatamente: Williams dijo " [me siento] abrumado de que alguien quería saber lo que hay en mi corazón."
El 17 de diciembre de 2013, se anunció que Williams había firmado con Columbia Records y lanzaría su segundo álbum de estudio en 2014. En diciembre de 2013, comunicado de prensa Rob Stringer, presidente de Columbia Records, dijo: "Con entusiasmo ya somos asociados con Pharrell en enero de este año, sentimos que era su tiempo de nuevo. Desde entonces, "Blurred Lines" y "Get Lucky" 'han definido la música pop en 2013, y ahora estamos preparando el lanzamiento de Pharrell como una superestrella mundial en solitario en 2014.' Happy 'es sólo el comienzo."
El 18 de febrero de 2014, Williams dio a conocer el tráiler del nuevo álbum.

## Recepción crítica
El álbum obtuvo una calificación profesional de 67 sobre 100 puntos en Metacritic basada en 33 comentarios, lo cual indica una crítica generalmente positiva.
La revista Billboard argumentó "Es difícil no sentirse feliz por Pharrell Williams. El productor eternamente juvenil, de 40 años, se encuentra actualmente disfrutando de un renacimiento de carrera en el nivel de Mariah Carey en 2005 o Bryan Cranston en 2008, emergiendo después de un presunto arco carrera definitiva a la estrella en un segundo acto deslumbrante." dándole la mayor calificación de 85.
Por su parte, la revista Rolling Stone puntuó al álbum con un puntaje de cuatro estrellas sobre cinco argumentando que "Las diez canciones de Girl están sumidas en sol, aire, y en los compases más naturales y universales del R&B de los 70 y 80" y que "Girl es un disco simple y ligero, y esto es definitivamente un cumplido".

## Sencillos

### Happy
Happy es el primer sencillo oficial del álbum, lanzado a la venta en descarga digital el 21 de noviembre de 2013. Es usada para la banda sonora de Mi Villano favorito 2. Comercialmente la canción logró convertirse en un éxito.
En la lista semanal de los Estados Unidos, la Billboard Hot 100 la canción alcanzó el primer puesto en marzo de 2014, siendo invicto hasta abril del mismo año. Anterior a eso, el sencillo ya había sido certificado por la Recording Industry Association of America (RIAA) como disco de platino tras vender más de 1 000 000 de descargas digitales en el territorio. En el Reino Unido tuvo una de las mejores recepciones a nivel mundial, llegando al primer puesto en UK Singles Chart y vendiendo ya más de 1 200 000 copias en el territorio.
En abril de 2014, el sencillo figuraba como el más comprado del año en los Estados Unidos con más de 3 millones de ventas en dicho territorio.
En abril de 2014 se estimaba que el sencillo habría logrado vender más de 4 500 000 de copias a nivel mundial.

### Marilyn Monroe
"Marilyn Monroe" es el segundo sencillo oficial del álbum lanzado el 10 de marzo de 2014. En esta canción Williams se inspiró en la modelo y actriz homónima, Marilyn Monroe.

## Lista de canciones
| Standard edition |        |              |          |  |
| N.º              | Título | Escritor(es) | Duración |  |

## Posicionamiento en listas

### Semanales
| Alemania          | German Albums Chart          | 2  |
| Australia         | ARIA Charts                  | 3  |
| Austria           | Ö3 Austria Top 40            | 4  |
| Bélgica (Flandes) | Ultratop 200 Albums          | 1  |
| Bélgica (Valonia) | Ultratop 200 Albums          | 2  |
| Canadá            | Canadian Album               | 3  |
| Croacia           | Croatian Top 40 Albums Chart | 9  |
| Dinamarca         | Danish Albums Chart          | 1  |
| Escocia           | Scottish Albums Chart        | 1  |
| Estados Unidos    | Billboard 200                | 2  |
| Estados Unidos    | Dance/Electronic Albums      | 54 |
| Estados Unidos    | Top R&B/Hip Hop Albums       | 1  |
| Francia           | French Albums Chart          | 1  |
| Irlanda           | Irish Albums Chart           | 3  |
| Nueva Zelanda     | New Zealand Albums Chart     | 2  |
| Países Bajos      | Dutch Albums Top 100         | 2  |
| Suecia            | Swedish Albums Chart         | 3  |